# Nazir Sabir
Nazir Sabir (Gojal, ...) è un alpinista pakistano.
Nato a Gojal, nella regione di Gilgit-Baltistan, è stato il primo pakistano ad aver salito l'Everest e quattro dei cinque ottomila in Pakistan: il K2 nel 1981, il Gashebrum II e Broad Peak nel 1982, Gasherbrum I nel 1992 e Makalu. È salito sulla vetta dell'Everest il 17 maggio 2000 e sul Kangchenjunga nel 1982.

## Premi e riconoscimenti
- Pakistan Pride-of-Performance, nel 1982
- Membro onorario dell'Alpine Club UK[4]
- Membro onorario dell'American Alpine Club[5]